# 15 octobre 1914
Le jeudi 15 octobre 1914 est le 288e jour de l'année 1914.

## Naissances
- Elie Touchaleaume (mort le 5 mars 2010), militaire français
- Evžen Rošický (mort le 25 juin 1942), athlète et journaliste tchécoslovaque spécialiste du 800 mètres
- Harry Rée (mort le 17 mai 1991), spécialiste britannique en éducation
- Maurice Delavenne (mort le 22 mars 2001), personnalité politique monégasque
- Mohammad Zaher Shah (mort le 23 juillet 2007), dernier roi d’Afghanistan
- Piero Bigongiari (mort le 7 octobre 1997), poète italien

## Décès
- Achille Delmaet (né le 28 avril 1860), photographe français
- Lionel Escombe (né le 1er mars 1876), joueur de tennis britannique
- Rafael Uribe Uribe (né le 12 avril 1859), homme politique colombien
- William Frederick Mitchell (né le 2 mars 1845), artiste britannique

## Événements
- Découverte de (796) Sarita